# إي. إل. ستيوارت
إي. إل. ستيوارت (بالإنجليزية: E. L. Stewart)‏ هو محامي وسياسي أمريكي، ولد في 22 مارس 1872 في الولايات المتحدة، وتوفي في 11 يناير 1956 في نفس البلد. انتخب عضو مجلس نواب لويزيانا.